# Tommy (poème)
Pour les articles homonymes, voir Tommy.
Tommy (titre original : Tommy) est un poème narratif de Stephen King paru tout d'abord en mars 2010 dans le magazine Playboy, puis dans le recueil Le Bazar des mauvais rêves en novembre 2015.

## Résumé
Tommy, un jeune hippie, est mort au cours de l'année 1969 d'une leucémie. À son enterrement, ses amis évoquent des souvenirs du défunt.

## Genèse
Le poème est paru tout d'abord en mars 2010 dans le magazine Playboy, et a été inclus par la suite dans le recueil Le Bazar des mauvais rêves en novembre 2015.